# (1392) Pierre
(1392) Pierre est un astéroïde de la ceinture principale.

## Description
(1392) Pierre est un astéroïde de la ceinture principale. Il fut découvert le 16 mars 1936 à Alger par Louis Boyer. Il présente une orbite caractérisée par un demi-grand axe de 2,61 UA, une excentricité de 0,20 et une inclinaison de 12,3° par rapport à l'écliptique.

## Compléments